# Leipoldtia klaverensis
Leipoldtia klaverensis är en isörtsväxtart som beskrevs av L. Bol. Leipoldtia klaverensis ingår i släktet Leipoldtia och familjen isörtsväxter. Inga underarter finns listade i Catalogue of Life.